# Eta Orionis
Eta Orionis (η Ori) – gwiazda wielokrotna znajdująca się w gwiazdozbiorze Oriona.

## Nazwa
Gwiazda była nazywana Saiph, od ‏سیف الجبّار‎ saif al jabbar, „miecz olbrzyma” oraz Ensis (z łaciny „miecz”), a także Algjebbah (co również zostało wywiedzione od arabskiej nazwy). Nazwa Saiph obecnie odnosi się wyłącznie do Kappa Orionis.

## Charakterystyka
Znajduje się około 900 lat świetlnych od Słońca i, podobnie jak Układ Słoneczny, jest częścią ramienia Oriona. Eta Orionis leży trochę na zachód od Pasa Oriona pomiędzy Deltą Orionis i Rigelem, jednakże bliżej do tej pierwszej gwiazdy.
Główne składniki układu to dwie gorące niebieskie gwiazdy typu widmowego B o masach 15 i 9 M☉. Położone są one w odległości co najmniej 470 au od siebie, a obieg wokół wspólnego środka masy zajmuje im co najmniej 2000 lat. Jaśniejsza z nich jest gwiazdą podwójną zaćmieniową, jej bliski towarzysz okrąża ją i częściowo przesłania co ok. 8 dni, powodując spadek jej jasności o 0,15m. Kolejna gwiazda okrąża ten układ podwójny w ciągu ok. 9,5 roku. Ponadto w odległości prawie 2′ łuku znajduje się słabsza gwiazda o jasności 9,4m, która prawdopodobnie też należy do tego układu.